# Богемія на літніх Олімпійських іграх 1900
Богемські спортсмени з Австро-Угорщини дебютували на літніх Олімпійських іграх 1900 в Парижі під прапором Богемії. Брали участь 7 спортсменів у чотирьох видах спорту. Команда посіла 20-те місце в загальнокомандному медальному заліку.
Результат по тенісу (змішаний парний) виділено курсивом, зараховано змішаній команді. 

## Медалісти

### Срібло
|   |                    |                                |
| № | Спорстмен          | Вид спорту (дисципліна)        |
| 1 | Франтішек Янда-Сук | Легка атлетика (метання диска) |

### Бронза
|   |                   |                                 |
| № | Спорстмен         | Вид спорту (дисципліна)         |
| 1 | Гедвіга Розенбаум | Теніс (жінки, одиночний розряд) |
| 2 | Гедвіга Розенбаум | Теніс (змішаний парний)         |

## Результати змагань

### Велоспорт
| Змагання | Спортсмен      | Перший раунд | Перший раунд | Четвертьфинал | Четвертьфинал | Півфінал   | Півфінал   | Фінал      | Фінал      |
| Змагання | Спортсмен      | Результат    | Місце        | Результат     | Місце         | Результат  | Місце      | Результат  | Місце      |
| -------- | -------------- | ------------ | ------------ | ------------- | ------------- | ---------- | ---------- | ---------- | ---------- |
| Спрінт   | Франтішек Хірш | невідомо     | 4-8          | не пройшов    | не пройшов    | не пройшов | не пройшов | не пройшов | не пройшов |

### Легка атлетика
| Змагання               | Спортсмени         | Перший раунд | Перший раунд | Півфінал   | Півфінал   | Додатковий раунд | Додатковий раунд | Фінал      | Фінал      |
| Змагання               | Спортсмени         | Результат    | Місце        | Результат  | Місце      | Результат        | Місце            | Результат  | Місце      |
| ---------------------- | ------------------ | ------------ | ------------ | ---------- | ---------- | ---------------- | ---------------- | ---------- | ---------- |
| 100 метрів             | Вацлав Нови        | невідомо     | 3            | не пройшов | не пройшов | не пройшов       | не пройшов       | не пройшов | не пройшов |
| 800 метрів             | Ондржей Пукл       | невідомо     | 4-5          |            |            |                  |                  | не пройшов | не пройшов |
| 1500 метрів            | Ондржей Пукл       |              |              |            |            |                  |                  | невідомо   | 7-9        |
| 400 метрів з бар'єрами | Карел Недвед       | невідомо     | 3            |            |            |                  |                  | не пройшов | не пройшов |
| Метання диска          | Франтішек Янда-Сук |              |              |            |            |                  |                  | 35,14 м    | 2          |

### Спортивна гімнастика
| Змагання                | Спортсмени      | Фінал     | Фінал |
| Змагання                | Спортсмени      | Результат | Місце |
| ----------------------- | --------------- | --------- | ----- |
| Індвивідуальна першість | Франтішек Ербен | 249       | 32    |

### Теніс
| Змагання                | Спортсмени                                     | Перший раунд       | Чвертьфінал                                                     | Півфінал                                                 | Фінал              | Місце |
| Змагання                | Спортсмени                                     | Суперник Результат | Суперник Результат                                              | Суперник Результат                                       | Суперник Результат | Місце |
| ----------------------- | ---------------------------------------------- | ------------------ | --------------------------------------------------------------- | -------------------------------------------------------- | ------------------ | ----- |
| Жінки, одиночний розряд | Гедвіга Розенбаум                              |                    |                                                                 | Івонн Прево (FRA) поразка; 1-6, 1-6                      | не пройшла         | 3     |
| Змішаний парний         | Гедвіга Розенбаум (BOH) Арчібальд Ворден (GBR) |                    | Кеті Жійу (FRA) П'єр Верде-Деліль (FRA) перемога; 6-3, 3-6, 6-2 | Івонн Прево (FRA) Гарольд Магоні (GBR) поразка; 3-6, 0-6 | не пройшли         | 3     |